# 戴军
戴军（1970年11月23日—），上海人，英文名Deon Dai，是中華人民共和國主持人、歌手、演员，以主持人走红。代表节目有《超级访问》、《超级震撼》、《勇者胜》、《女人百分百》等。

## 出道过程
1994年，以一首《阿莲》红遍大江南北。2001年与李静主持《超级访问》。

## 主持节目
- 湖北卫视 《挑战电视王》（综艺类）
- 青海卫视 《今晚好聊》（访谈类）
- 江苏电视台综艺频道的 《超级震撼》（综艺类）
- 山东卫视 《超级访问》（访谈类）
- 北京电视台 《情感方程式》（综艺类）
- 江苏卫视 《女人百分百》（谈话类）
- 山东卫视 《联盟歌会》（综艺类）
- 上海东方卫视 《2008我型我SHOW》（综艺类）
- 深圳卫视 《大娱乐家》（综艺类）
- 天津卫视 《综艺食街》（饮食类）
- 河北卫视 《非常剧星》（综艺类）
- 广东卫视 《猜猜女人心》（竞猜类）
- 重庆卫视 《娱乐星工场》（综艺类）
- CCTV-6 《爱秀电影》（综艺类）
- 陕西卫视 《唱唱翻斗星》（选秀类）
- 云南卫视 《谁最闪亮音乐现场》（综艺类）
- 广东卫视 《乐拍乐高》（综艺类）
- 上海东方卫视 《舞林大会》（综艺娱乐类）
- 广东卫视 《先声夺金》（选秀类）
- 安徽卫视 《剧风行动》
- 安徽卫视 《天声王牌》
- 辽宁卫视 《谁是主角》（综艺类）
- 浙江卫视 《婚姻保卫战》（婚恋类）
- 湖北卫视 《穿越火线》（综艺娱乐类）
- 云南卫视 《爱上经典》（谈话类）
- 黑龙江卫视《爱笑会议室》（情景喜剧节目）
- 上海东方卫视 《民歌大会》（综艺娱乐类）
- 北京台 《春华秋实》
- 江蘇衛視 蒙面歌王 (评委)

## 音乐作品
- 阿莲·新娘 (1995)
- 像你这样的朋友 (1996)
- 挂念 知己 (1996)
- 戴军的情感世界 (1998)
- 阿莲2004 (2004)

## 爭議
2006年戴軍去義大利旅遊時，對中華民國（臺灣）駐教廷大使館的門口公開比中指羞辱。